# Хрещатик (банк)
Банк «Хрещатик» — бывший украинский коммерческий универсальный банк, ныне обанкротившийся. В 2015 год, последний год перед банкротством, попал в ТОП-10 (8-е место) в рейтинге лучших банков Украины’2015, по версии специализированного финансового портала minfin.ua, ТОП-20 (17-е место) банков по объёму привлеченных у населения депозитов, по версии портала forbes.ua, ТОП-27 (23-е место) в рейтинге самых жизнеспособных крупных банков Украины, по версии журнала Forbes. Акционерами банка «Хрещатик» являлись компания «Укрфинком» (37,4427 %), Главное финансовое управление исполнительного органа Киевского городского совета (24,9397 %) и компания «Маркет Инвест Групп» (21,0320 %).

## История банка
Банк был основан в 1993 году. 5 апреля 2016 Национальный банк Украины признал банк «Хрещатик» неплатежеспособным. 2 июня 2016 по предложению Фонда гарантирования вкладов физических лиц НБУ принял решение отозвать банковскую лицензию в ПАО КБ «Хрещатик» и ликвидировать его. В марте 2018 года Верховный суд признал незаконным решение НБУ о выводе с рынка банка "Хрещатик".

## Правление банка
- Гриджук Дмитрий Николаевич — председатель Правления (с мая 2000 года)[5]
- Юр Валентина Николаевна — главный бухгалтер (с октября 2000 года)[5]
- Семенов Андрей Владимирович — первый заместителя председателя Правления банка (с 2009 года)[5]
- Тур Юлия Леонидовна — член Правления (с августа 2006 года)[5]
- Карпенко Людмила Алексеевна — финансовый директор (с февраля 2007 года)[5]
- Лисняк Андрей Евгеньевич — заместитель председателя Правления (с июля 2008 года)[5]

## Топ-менеджмент банка
- Наблюдательный совет : председатель - Герасименко Андрей Леонидович, член - Серещенко Юрий [6]